# Traummeile

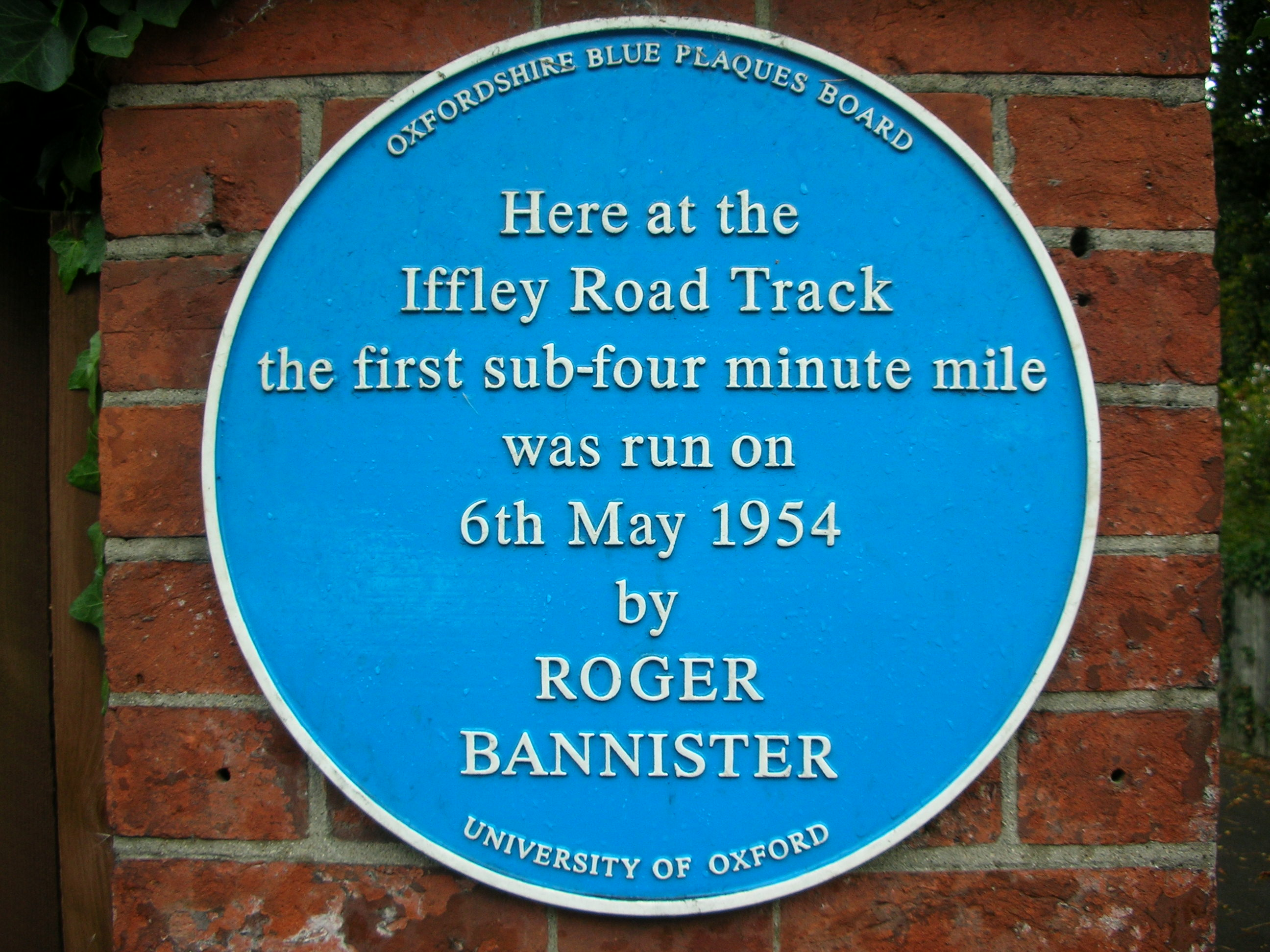
Erinnerungsplakette an der Iffley Road

Traummeile ist die in der Frühzeit der modernen Leichtathletik verwendete Bezeichnung für einen Meilenlauf über eine klassische Meile (1609,32 m) mit einer Zeit unter 4 Minuten. Anfang bis Mitte des 20. Jahrhunderts wurde die klassische Meile von Mittelstrecken- und Langstreckenläufern bestritten. „Die Aschenbahnen besaßen bis etwa 1930 meist nur eine lockere Oberfläche, und die Grasbahnen waren uneben, so daß keine schnellen Zeiten erzielt werden konnten.“ Bei Rennen zwischen dem Schweden Arne Andersson und seinem Landsmann Gunder Hägg wurden die Läufe mehrfach nahe der Zeit von 4 Minuten beendet. Am 6. Mai 1954 wurde Roger Bannister der erste Läufer mit einer Zeit von 3:59,4 min. Dafür und für seine Forschungsleistungen als Neurologe am Pembroke College der Universität Oxford wurde Bannister 1975 von der Königin Elisabeth II. zum Ritter geschlagen.